# Lac Mégiscane
Der Lac Mégiscane ist ein See in der Verwaltungsregion Abitibi-Témiscamingue der kanadischen Provinz Québec.

## Lage
Der Lac Mégiscane liegt in der regionalen Grafschaftsgemeinde La Vallée-de-l’Or auf dem Gebiet der Munizipalität Senneterre. Er liegt im Bereich des Kanadischen Schildes auf einer Höhe von 388 m. Er hat eine Längsausdehnung in Nordost-Südwest-Richtung von 26 km und eine Fläche von 41 km². Das Gewässer ist durch eine Verengung in zwei etwa gleich große Seeteile gegliedert. Der Lac Mégiscane weist viele Seitenbuchten auf. Der Fluss Rivière Mégiscane durchfließt den See in Ost-West-Richtung. Oberstrom liegt der benachbarte See Lac Canusio. Der Lac Mégiscane gehört zum Einzugsgebiet des Rivière Nottaway, der zur James Bay fließt.

## Etymologie
Der Name Mégiscane stammt aus der Algonkin-Sprache und bedeutet: „Ort an dem es Fische gibt“.